# Mezzanine
Mezzanine je treći studijski album britanskog sastava Massive Attack. Diskografske kuće Circa i Virgin Records objavile su ga 20. travnja 1998. godine. Producenti albuma sami su članovi Massive Attacka i Neil Davidge; na uratku je duo proširio svoj glazbeni stil utemeljen na trip hopu i u nj uvrstio elemente elektronike, ali primjetljivi su i utjecaji žanrova kao što su novi val, rock, hip-hop i dub.
Mezzanine se pojavio na vrhu glazbenih ljestvica u Ujedinjenom Kraljevstvu, Australiji, Irskoj i Novom Zelandu, zbog čega je do danas komercijalno najuspješniji album grupe. Četiri pjesme na uratku objavljene su kao singlovi: "Risingson", "Teardrop", "Angel" i "Inertia Creeps".

## Pozadina
Izrada Mezzaninea bio je stresan posao. Sastav se skoro raspao zbog tenzija među članovima. Nisu se slagali oko toga kojim glazbenim smjerom krenuti pri izradi novih pjesama. Robert Del Naja prvo je počeo semplirati albume novog vala izvođača kao što su Wire i Gang of Four: u pitanju je glazba koju je slušao kao tinejdžer. Želio je da Massive Attack snimi album čija će atmosfera odražavati uznemirenost i paranoju prisutnu u glazbi kasnih 1970-ih. Grant Marshall, također obožavatelj novoga vala, podržao je tu ideju jer se želio odmaknuti od "urbanog soula" prisutnog na prethodnom albumu Protection, no Andrew Vowles bio je skeptičan. Tijekom sesija Vowles i Marshall radili su na glazbenim petljama bas-gitare i bubnjeva, a Del Naja nastavio je eksperimentirati koristeći se materijalom s albuma novoga vala. Međutim, tijekom snimanja skupina je odlučila objaviti novu pjesmu, "Superpredators", koja sadrži semplove pjesme "Metal Postcard skupine Siouxsie and the Banshees; pjesma se pojavila u glazbi za film Šakal i na japanskoj inačici Mezzaninea.
Uradak je prvotno trebao biti objavljen u prosincu 1997., no objava je odgođena četiri mjeseca, tijekom kojih je Del Naja većinu vremena provodio u studiju, gdje je "izrađivao pjesme, kidao ih i sjebavao, paničario i sve započinjao iznova." Privremeni naziv albuma bio je Damaged Goods, naziv debitantskog singla grupe Gang of Four iz 1978. godine.

## O albumu
Mezzanine sadrži elemente trip hopa i elektronike, a neki su recenzenti izjavili da je na njemu prisutna "mračna klaustrofobija" pomiješana s melankolijom. U glazbenom je smislu uradak označio veći odmak od džezastog i opuštenog zvuka prijašnjih dvaju albuma, Blue Linesa i Protectiona, a mračni prizvuci koji su oduvijek prisutni u glazbi kolektiva posebno dolaze do izražaja. Dubok i teksturiran zvuk albuma utemeljen je na apstraktnim i ambijentalnim zvukovima, što je oprimjereno pjesmom "Angel".
Kao što je bio slučaj i na prijašnjim uradcima, na Mezzanineu se pojavljuje nekoliko pjesama sastavljenih od jednog sempla ili više njih, a izvori semplova raznoliki su – od glazbe Isaaca Hayesa do The Curea. Godine 1998. Manfred Mann tužio je Massive Attack zbog nedozvoljenog korištenja sempla pjesme "Tribute" s istoimena albuma Manfred Mann's Earth Banda iz 1972. godine; sempl je iskorišten u pjesmi "Black Milk". Pjesma se na naknadnim inačicama pojavila pod nazivom "Black Melt", a tako je se naziva i na koncertima; sempl je izostavljen na tim inačicama. Na kasnijim se digitalnim inačicama Mezzaninea i dalje pojavljuje izvorna pjesma, no Mann je dodan u popis autora pjesme.
Nakon objave Mezzaninea Vowles je napustio skupinu zbog kreativnih razlika. Reggae glazbenik Horace Andy također se pojavio kao gostujući pjevač na nekoliko pjesama na albumu.

## Recenzije
Mezzanine se našao na prvom mjestu ljestvice albuma u Ujedinjenom Kraljevstvu, gdje je 4. rujna 1998. postigao platinastu, a 22. srpnja 2013. i dvostruku platinastu nakladu. Međutim, nije bio toliko uspješan u Sjevernoj Americi; našao se na 60. mjestu ljestvice Billboard 200 i 51. mjestu kanadske ljestvice albuma.
Uradak je dobio pohvale mnogih kritičara, kojima se svidio i novi zvuk skupine. Rolling Stoneov Barney Hoskyns, iako je pohvalio album, istaknuo je i njegove mane: "Nekad [grupa] istražuje ritam i teksturu do te mjere da nedostaje pamtljivih melodija, a odsutnost bizarnog Trickyja [...] samo ističe monotono repanje 3-D-a." Robert Christgau iz The Village Voicea počasno je naveo album i dao mu dvije zvjezdice; kao najbolje pjesme izdvojio je "Risingson" i "Man Next Door".
John Bush iz AllMusica komplimentirao je pjesmu "Inertia Creeps", za koju je izjavio "da bi mogla biti svijetla točka [albuma], još jedna u nizu odlika samoga trija. Zbog jezive atmosfere, gitare mutna tona i velike količine efekata ta bi pjesma mogla biti najbolji proizvod produkcije najboljeg tima producenata u svijetu elektroničke glazbe."
Nekoliko godina nakon objave album se pojavio na nekoliko popisa najboljih uradaka u Ujedinjenom Kraljevstvu i SAD-u. Godine 2000. časopis Q Mezzanine je uvrstio na 15. mjesto popisa 100 najboljih britanskih albuma svih vremena. Godine 2003. album se pojavio na 412. mjestu popisa 500 najboljih albuma svih vremena časopisa Rolling Stone. Godine 2013. NME ga je uvrstio na 215. mjesto popisa 500 najboljih albuma svih vremena.
Do 2010. godine uradak je u SAD-u prodan u preko 560.000 primjeraka. Skladatelj Ramin Djawadi autor je instrumentalne obrade pjesme "Dissolved Girl", koju je izradio za treću sezonu serije Westworld; isti je skladatelj prethodno radio s Neilom Davidgeom pri izradi glazbe za film Sudar titana iz 2010. godine.

## DNKMezzanine
Za dvadesetu godišnjicu objave Mezzaninea uradak je enkodiran u sintetički DNK – prvi je album za koji je napravljen takav postupak. Projekt je izveden u suradnji s TurboBeads Labsom u Švicarskoj; digitalni audiozapis albuma oblikovan je kao genetska informacija. Audiozapis je tad komprimiran korištenjem Opusa, ukodiran u molekule DNK – u kojima 920.000 kratkih niti DNK sadrži sve podatke – i zatim utočen u 5000 malih staklenih perli.

## Reizdanje za dvadesetu obljetnicu objave
Za dvadesetu obljetnicu objave uradak je remasteriran i ponovno objavljen. Ta inačica, objavljena je 23. kolovoza 2019., sastoji se od dvaju CD-ova – drugi CD čine prethodno neobjavljeni dub miksevi Mad Professora, koji su izvorno trebali biti objavljeni na remiksanoj inačici Mezzaninea. Također je u planu bila objava gramofonske inačice albuma s trima pločama; u početku je njezina objava odgođena, ali kasnije je otkazana.
Umjesto samog albuma na gramofonskim pločama na roza su gramofonskoj ploči 20. rujna 2019. objavljene remiksane pjesme Mad Professora, pod imenom Massive Attack v Mad Professor Part II (Mezzanine Remix Tapes '98).
Među remiksanim pjesmama Mad Professora nalaze se i "Metal Banshee" (neobjavljena dub inačica pjesme "Superpredators", koja je prerađena obrada pjesme "Metal Postcard" grupe Siouxsie and the Banshees) i "Wire", pjesma snimljena za film Dobro došli u Sarajevo.

## Popis pjesama
| 1.    | »Angel«          | Robert Del Naja, Grantley Marshall, Andrew Vowles, Horace Hinds | 6:18 |
| 2.    | »Risingson«      | Del Naja, Marshall, Vowles, Lou Reed, Pete Seeger               | 4:58 |
| 3.    | »Teardrop«       | Del Naja, Marshall, Vowles, Elizabeth Fraser                    | 5:29 |
| 4.    | »Inertia Creeps« | Del Naja, Marshall, Vowles                                      | 5:56 |
| 5.    | »Exchange«       | Bob Hilliard, Mort Garson                                       | 4:11 |
| 6.    | »Dissolved Girl« | Del Naja, Marshall, Vowles, Sarah Jay Hawley, Matt Schwartz     | 6:07 |
| 7.    | »Man Next Door«  | John Holt                                                       | 5:55 |
| 8.    | »Black Milk«     | Del Naja, Marshall, Vowles, Fraser, Manfred Mann                | 6:20 |
| 9.    | »Mezzanine«      | Del Naja, Marshall, Vowles                                      | 5:54 |
| 10.   | »Group Four«     | Del Naja, Marshall, Vowles, Fraser                              | 8:13 |
| 11.   | »(Exchange)«     | Hilliard, Garson                                                | 4:08 |
| 63:29 |                  |                                                                 |      |

| Bonus skladba na japanskoj inačici | Bonus skladba na japanskoj inačici       | Bonus skladba na japanskoj inačici                                                   | Bonus skladba na japanskoj inačici | Bonus skladba na japanskoj inačici | Bonus skladba na japanskoj inačici | Bonus skladba na japanskoj inačici | Bonus skladba na japanskoj inačici | Bonus skladba na japanskoj inačici | Bonus skladba na japanskoj inačici |
| Br.                                | Skladba                                  | Autor                                                                                | Trajanje                           |                                    |                                    |                                    |                                    |                                    |                                    |
| ---------------------------------- | ---------------------------------------- | ------------------------------------------------------------------------------------ | ---------------------------------- | ---------------------------------- | ---------------------------------- | ---------------------------------- | ---------------------------------- | ---------------------------------- | ---------------------------------- |
| 12.                                | »Superpredators« (remiks Mad Professora) | Del Naja, Marshall, Vowles, Siouxsie Sioux, John McKay, Steven Severin, Kenny Morris | 5:16                               |                                    |                                    |                                    |                                    |                                    |                                    |
| 68:45                              |                                          |                                                                                      |                                    |                                    |                                    |                                    |                                    |                                    |                                    |

| Drugi disk u inačici albuma za dvadesetu godišnjicu: Massive Attack v Mad Professor Part II (Mezzanine Remix Tapes '98) | Drugi disk u inačici albuma za dvadesetu godišnjicu: Massive Attack v Mad Professor Part II (Mezzanine Remix Tapes '98) | Drugi disk u inačici albuma za dvadesetu godišnjicu: Massive Attack v Mad Professor Part II (Mezzanine Remix Tapes '98) | Drugi disk u inačici albuma za dvadesetu godišnjicu: Massive Attack v Mad Professor Part II (Mezzanine Remix Tapes '98) | Drugi disk u inačici albuma za dvadesetu godišnjicu: Massive Attack v Mad Professor Part II (Mezzanine Remix Tapes '98) | Drugi disk u inačici albuma za dvadesetu godišnjicu: Massive Attack v Mad Professor Part II (Mezzanine Remix Tapes '98) | Drugi disk u inačici albuma za dvadesetu godišnjicu: Massive Attack v Mad Professor Part II (Mezzanine Remix Tapes '98) | Drugi disk u inačici albuma za dvadesetu godišnjicu: Massive Attack v Mad Professor Part II (Mezzanine Remix Tapes '98) | Drugi disk u inačici albuma za dvadesetu godišnjicu: Massive Attack v Mad Professor Part II (Mezzanine Remix Tapes '98) | Drugi disk u inačici albuma za dvadesetu godišnjicu: Massive Attack v Mad Professor Part II (Mezzanine Remix Tapes '98) |
| Br. | Skladba | Autor | Trajanje | | | | | | |
| --- | --- | --- | --- | --- | --- | --- | --- | --- | --- |
| 1. | »Metal Banshee« (Mad Professor Mix One)                                                                                 | McKay, Morris, Sioux, Severin                                                                                           | 5:49 | | | | | | |
| 2. | »Angel« (Angel Dust) | Del Naja, Marshall, Hinds, Vowles                                                                                       | 6:04 | | | | | | |
| 3. | »Teardrop« (Mazaruni Dub One)                                                                                           | Del Naja, Fraser, Marshall, Vowles                                                                                      | 6:05 | | | | | | |
| 4. | »Inertia Creeps« (Floating on Dubwise)                                                                                  | Del Naja, Marshall, Vowles                                                                                              | 6:05 | | | | | | |
| 5. | »Risingson« (Setting Sun Dub Two)                                                                                       | Del Naja, Marshall, Vowles                                                                                              | 4:53 | | | | | | |
| 6. | »Exchange« (Mountain Steppers Dub)                                                                                      | Hillard, Garson | 5:44 | | | | | | |
| 7. | »Wire« (Leaping Dub) | Del Naja, Marshall, Vowles                                                                                              | 5:21 | | | | | | |
| 8. | »Group Four« (Security Forces Dub)                                                                                      | Del Naja, Fraser, Marshall, Vowles                                                                                      | 8:14 | | | | | | |
| 48:15 | | | | | | | | | |

## Zasluge
| Massive Attack - Robert Del Naja a.k.a. 3D – vokali, klavijature, semplovi, produkcija, aranžman, programiranje, umjetnički direktor, dizajn - Grant Marshall a.k.a. Daddy G – vokali, klavijature, semplovi, produkcija, aranžman, programiranje - Andrew Vowles a.k.a. Mushroom – klavijature, semplovi, produkcija, aranžman, programiranje | Dodatno osoblje - Neil Davidge – klavijature, semplovi, produkcija, aranžman, programiranje - Horace Andy – vokali (na pjesmama 1, 7 i 11) - Elizabeth Fraser – vokali (na pjesmama 3, 8 i 10) - Sara Jay – vokali (na pjesmi "Dissolved Girl") - Angelo Bruschini – gitara - Jon Harris – bas-gitara - Bob Locke – bas-gitara - Winston Blissett – bas-gitara - Andy Gangadeen – bubnjevi - Dave Jenkins – dodatne klavijature - Michael Timothy – dodatne klavijature Ostalo osoblje - Jan Kybert – Pro Tools - Lee Shepherd – tonska obrada - Mark "Spike" Stent – miksanje - Jan Kybert – asistencija pri miksanju - Paul "P-Dub" Walton – asistencija pri miksanju - Tim Young – uređivanje, tonska obrada - Nick Knight – fotografija - Tom Hingston – umjetnički direktor, dizajn |

## Ljestvice
| Ljestvica (1998.)      | Najviša Pozicija |
| ---------------------- | ---------------- |
| Australija             | 1.               |
| Austrija               | 3.               |
| Belgija (Flandrija)    | 4.               |
| Belgija (Valonija)     | 14.              |
| Češka                  | 15.              |
| Danska                 | 14.              |
| Finska                 | 4.               |
| Francuska              | 3.               |
| Grčka                  | 3.               |
| Irska                  | 1.               |
| Island                 | 1.               |
| Italija                | 3.               |
| Japan                  | 72.              |
| Kanada                 | 51.              |
| Mađarska               | 14.              |
| Nizozemska             | 17.              |
| Norveška               | 2.               |
| Novi Zeland            | 1.               |
| Njemačka               | 6.               |
| Portugal               | 3.               |
| SAD (Billboard 200)    | 60.              |
| Škotska                | 2.               |
| Španjolska             | 19.              |
| Švedska                | 4.               |
| Švicarska              | 6.               |
| Ujedinjeno Kraljevstvo | 1.               |